# العين الصفراء (ولاية أدرار)
العين الصفراء هي قرية ريفية نائية تقع في ولاية أدرار في شمال موريتانيا، بلغ عدد سكانها 1993 نسمة بحسب تعداد عام 2000.